# Cicloctènids
Els cicloctènids (Cycloctenidae) són una família d'aranyes araneomorfes. Fou descrita per primera vegada per Eugène Simon l'any 1898.
La major part del gèneres són endèmiques de Nova Zelanda. Cycloctenus també es troba a Austràlia i Galliena és endèmica de l'Illa de Java.

## Sistemàtica
Amb la informació recollida fins a l'11 de gener de 2019 i hi ha descrits 8 gèneres i 80 espècies:
- Cycloctenus L. Koch, 1878 (Austràlia, Nova Zelanda)
- Galliena Simon, 1898 (Java)
- Orepukia Forster & Wilton, 1973 (Nova Zelanda)
- Pakeha Forster & Wilton, 1973 (Nova Zelanda)
- Paravoca Forster & Wilton, 1973 (Nova Zelanda)
- Plectophanes Bryant, 1935 (Nova Zelanda)
- Toxopsiella Forster, 1964 (Nova Zelanda)
- Uzakia Koçak & Kemal, 2008 (Nova Zelanda)